# ラファイエット郡 (ルイジアナ州)
ラファイエット郡（英: Lafayette Parish）は、アメリカ合衆国ルイジアナ州の南部に位置する郡である。人口は24万1753人（2020年）。郡庁所在地はラファイエットである。
ラファイエット郡はラファイエット都市圏に属し、またラファイエット・オペルーサス・モーガンシティ広域都市圏を構成している。

## 地理
アメリカ合衆国国勢調査局に拠れば、郡域全面積は270平方マイル ((699.3 km2)であり、このうち陸地270平方マイル ((699.3 km2)、水域は0平方マイル (0 km2)で水域率は0.17％である。

### 主要高規格道路
- 州間高速道路10号線
- 州間高速道路49号線
- アメリカ国道90号線
- アメリカ国道167号線
- ルイジアナ州道89号線
- ルイジアナ州道92号線
- ルイジアナ州道93号線
- ルイジアナ州道96号線

### 隣接する郡
- セントランドリー郡 - 北
- セントマーティン郡 - 東
- アイビーリア郡 - 南東
- バーミリオン郡 - 南
- アカディア郡 - 西

### 国立保護地域
- ジャン・ラフィット国立歴史公園と保存地（部分、ラファイエット市内）

## 人口動態
以下は2000年の国勢調査による人口統計データである。
| 基礎データ - 人口: 190,503人 - 世帯数: 72,372 世帯 - 家族数: 48,851 家族 - 人口密度: 273人/km2（706人/mi2） - 住居数: 78,122軒 - 住居密度: 112軒/km2（290軒/mi2） 人種別人口構成 - 白人: 73.36% - アフリカン・アメリカン: 23.80% - ネイティブ・アメリカン: 0.28% - アジア人: 1.08% - 太平洋諸島系: 0.03% - その他の人種: 0.52% - 混血: 0.93% - ヒスパニック・ラテン系: 1.74% 言語別人口構成 - フランス語またはケイジャン・フランス語: 14.37% - スペイン語: 1.73% 年齢別人口構成 - 18歳未満: 27.4% - 18-24歳: 11.7% - 25-44歳: 31.2% - 45-64歳: 20.2% - 65歳以上: 9.5% - 年齢の中央値: 32歳 - 性比（女性100人あたり男性の人口） - 総人口: 94.4 - 18歳以上: 91.4 | 世帯と家族（対世帯数） - 18歳未満の子供がいる: 36.2% - 結婚・同居している夫婦: 49.2% - 未婚・離婚・死別女性が世帯主: 14.0% - 非家族世帯: 32.5% - 単身世帯: 25.4% - 65歳以上の老人1人暮らし: 6.9% - 平均構成人数 - 世帯: 2.57人 - 家族: 3.12人 収入と家計 - 収入の中央値 - 世帯: 36,518米ドル - 家族: 45,158米ドル - 性別 - 男性: 36,428米ドル - 女性: 22,751米ドル - 人口1人あたり収入: 19,371米ドル - 貧困線以下 - 対人口: 15.7% - 対家族数: 11.8% - 18歳未満: 18.2% - 65歳以上: 15.6% |

## 大統領選挙の結果
1970年代以前のラファイエット郡は大統領選挙で民主党候補を支持することが多かったが、近年は共和党支持に傾いてきた。1992年から2000年の選挙では共和党候補を支持し、その支持率が上昇していた。2004年の場合、共和党のジョージ・W・ブッシュが総投票数の64％、57,732票を獲得し、対する民主党のジョン・ケリーは35％、31,210票だった。2008年では共和党のジョン・マケインに65％、62,055を投じ、対する民主党のバラク・オバマは34％、32,145票だった。

## 都市と町

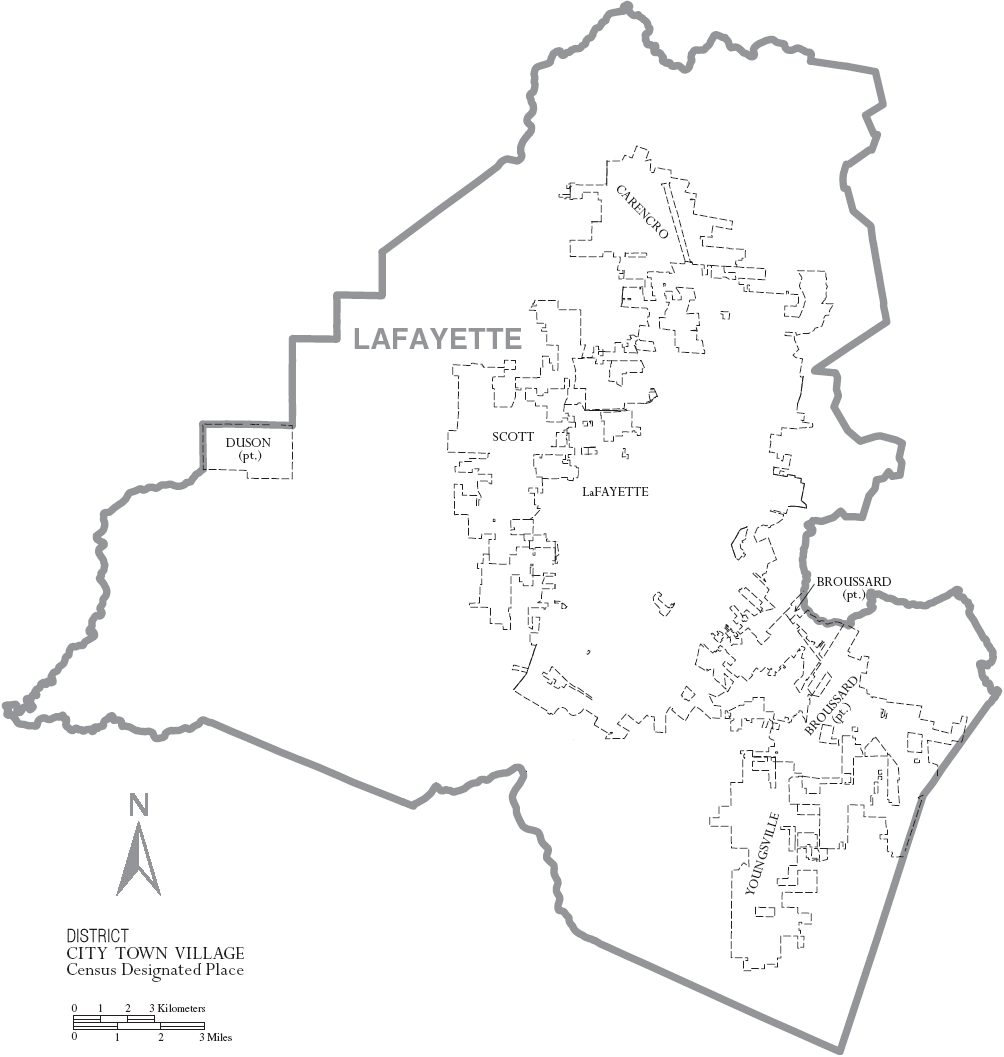
ラファイエット郡図

都市名の後の数字は2010年国勢調査での人口を示す。
- ラファイエット - 120,623 - 郡庁所在地
- ブルーサード - 8,197
- カレンクロ - 7,526
- ドゥーソン - 1,716
- スコット - 8,614
- ヤングズビル - 8,105

- 法人化済み都市の人口合計は 154,781 人である。

### 未編入の町
- リッジ・ジュディス
- ミルトン

## 著名な出身者
- アレクサンダー・ムートン（1804年-1885年）、アタカパス生まれ、ルイジアナ州選出アメリカ合衆国上院議員、ルイジアナ州知事[9]